# Kőhalmi Attila
Kőhalmi Attila (Budapest, 1949. május 29. – halálának pontos időpontja ismeretlen, az 1990-es évek közepén hunyt el) magyar színész.

## Életpályája
A Nemzeti Színház Stúdiójában kezdett színészettel foglalkozni. 1972-től a Bartók Színháznak, majd jogutódjának a Budapesti Gyermekszínház társulatának volt tagja. 1978 és 1990 között a Népszínházhoz szerződött. Közben 1982-től egy évadot a Veszprémi Petőfi Színházban játszott. 1991-től egy évadig a Budapesti Kamaraszínház színésze, majd 1992-től szabadfoglalkozású színművész volt. Az 1990-es évek közepén hunyt el, a pontos dátum ismeretlen. 

## Fontosabb színházi szerepei
- William Shakespeare: Rómeó és Júlia... Benvolio
- William Shakespeare: Szeget szeggel... Szolga
- Szophoklész: Antigoné... Őr
- Valentyin Petrovics Katajev: A kör négyszögesítése... Vászja
- Alekszej Nyikolajevics Arbuzov: Egy szerelem története (Irkutszki történet)... Rogyik
- Jevgenyij Lvovics Svarc: A hókirálynő... Hercegúrfi
- Pancso Pancsev: A négy süveg... Fehérsipkás; Tarkasipkás; Feketesipkás; Sárgasipkás
- Alekszej Alekszin: Bátyám és a klarinét... Vovka, Zsenyka bátyja, klarinétos
- Aristide-Christian Charpentier: Varázshegedű... Julien
- Thornton Wilder: A házasságszerző... August, pincér
- Pierre-Aristide Bréal: Tíz kiló arany... Théodore
- Gárdonyi Géza – Schwajda György: A láthatatlan ember... Deél vitéz
- Urbán Gyula:  Tündér Ilona... Birgács
- Kárpáthy Gyula: A perbe fogott diák... Gaál László
- Fehér Klára: Mi szemüvegesek... Hajagos Ádi
- Békés József: Várj egy órát... Piaci légy
- Békés József: Kardhercegnő... Őrmester
- Babay József: Három szegény szabólegény... Posztó Márton, diák
- Csukás István: Ágacska... Berci béka; Dani kacsa
- Romhányi József: Hamupipőke... Gáspár királyfi
- Romhányi József: Csipkerózsika... Bonifác
- Marsall László: Sziporka és a sárkány... Sárkány, Sutyi, Satamata, Sadri
- Gyárfás Miklós: Egérút... Gyula
- Maróti Lajos: Egy válás története... Heller Jenő
- Dunai Ferenc: A nadrág... Seres Laci
- Mesterházi Lajos – Kazán István: Férfikor... szereplő
- Marc Camoletti: Boldog születésnapot... Robert
- Schönthan testvérek – Kellér Dezső – Horváth Jenő – Szenes Iván: A szabin nők elrablása... Borszéki, színész

## Filmjei
- Az elszabadult idő (1972) – Vezérlőtermi asszisztens
- Petőfi ’73 (1972, játékfilm) – Jókai Mór
- Állomás (1973)
- Zendül az osztály (1975) – Fekete fiú
- A 78-as autóbusz útvonala – Kis kitérővel (1976) – Munkás IV.
- Cigánykerék (1976)[2] – Gábor
- …hogy magának milyen mosolya van! (1977) – Jura
- Állványokon (1977)
- Családi kör (1978)
- Egyszál magam (1979)
- Vakáció a halott utcában (1979) – Motoros postás
- Freytág testvérek 1-5. (1989) – Fotóriporter (3. részben)
- Napló apámnak, anyámnak (1990, játékfilm)

## Szinkronszerepei

### Filmek
| Év   | Cím                                                                        | Szereplő                          | Színész          | Szinkron év |
| ---- | -------------------------------------------------------------------------- | --------------------------------- | ---------------- | ----------- |
| 1952 | A földkerekség legnagyobb show-ja                                          | N/A                               | N/A              | 1986        |
| 1952 | Hölgy kaméliák nélkül                                                      | CarloPortás #1                    | N/A              | 1981        |
| 1961 | Mennyezet                                                                  | Julián                            | Julián Chytil    | 1989        |
| 1963 | Méhkirálynő (2. magyar szinkron)                                           | N/A                               | N/A              | 1980        |
| 1968 | Ha… (2. magyar szinkron)                                                   | N/A                               | N/A              | 1989        |
| 1971 | Egy válás meglepetései                                                     | N/A                               | N/A              | 1985        |
| 1971 | Minden lében két kanál – 6. rész: Történelmi pillanat (1. magyar szinkron) | N/A                               | N/A              | 1984        |
| 1977 | A milliomos                                                                | Orvos                             | N/A              | 1978        |
| 1977 | Ötvenhat igazolatlan óra                                                   | Honza Reznícek                    | Vladimír Dlouhý  | 1979        |
| 1979 | A lator                                                                    | N/A                               | N/A              | 1982        |
| 1979 | Sárgadzsekisek                                                             | Fred                              | N/A              | 1982        |
| 1981 | Karácsonyi utazás                                                          | Karel Kraus, Marenka és Karel fia | Vladimír Dlouhý  | 1984        |
| 1982 | Halló, halló! (1. magyar szinkron)                                         | Carstairs repülőtiszt             | Nicholas Frankau | 1987        |
| 1985 | Mit akarsz, Johnny?                                                        | Kaplin                            | Michael Gow      | 1988        |
| 1987 | X program (1. magyar szinkron)                                             | N/A                               | N/A              | 1989        |

### Sorozatok
| Év        | Cím                                      | Szereplő              | Színész          | Szinkron év |
| --------- | ---------------------------------------- | --------------------- | ---------------- | ----------- |
| 1976      | Gyökerek                                 | Kunta Kinte / Toby    | LeVar Burton     | 1979        |
| 1984-1985 | Halló, halló! I-II. (1. magyar szinkron) | Carstairs repülőtiszt | Nicholas Frankau | 1987-1989   |